# レクム県
レクム県（レクムけん、Lékoumou Department）は、コンゴ共和国の県。県都はシビティ。人口は約10万人（2023年国勢調査速報値）。

## 地理
国土の西部に位置し、東をプラトー県、南東をプール県、南をブエンザ県、西をニアリ県、北をガボンと接する。

## 下位行政区画
レクム県はシビティ、ザナガ、コモノ、バンバマの4郡からなる。